# Born to Make You Happy
"Born to Make You Happy" (em português: Eu Nasci Para Te Fazer Feliz) é uma canção da cantora americana Britney Spears. A canção foi escrita e produzida por Kristian Lundin e coescrita por Andreas Carlsson para o álbum de estreia de Spears, ...Baby One More Time (1999). A canção foi lançada em 6 de dezembro de 1999 pela Jive Records, como o quarto single do álbum. A canção teen-pop, fala de uma relação que uma mulher deseja corrigir, sem entender bem o que deu errado, como ela se dá conta de que ela "nasceu para fazer [o amante] feliz."
"Born to Make You Happy" recebeu opiniões variadas dos críticos da música, com alguns a chamando de um clássico precoce, mas uma música completamente banal. Obteve um enorme sucesso comercial, atingindo o top cinco em onze países. A posição mais baixa do single nas paradas foi na França, atingindo a posição de número nove. A canção foi certificada como disco de Platina pela International Federation of the Phonographic Industry (IFPI) na Suécia, pela venda de mais de 40.000 unidades físicas do single. E também foi certificado pela IFPI como disco de Ouro na Alemanha, e Prata pela Syndicat National de l'Édition Phonographique (SNEP) na França, e pela British Phonographic Industry (BPI) no Reino Unido.
O videoclipe, dirigido por Bille Woodruff, mostra Spears sonhando que está com seu amante, enquanto ela canta e dança durante a maior parte do vídeo. Spears performou a canção em quatro turnês, incluindo a …Baby One More Time Tour, onde a cantora cantou a música sentado em uma escada, Crazy 2k Tour, Oops!... I Did It Again World Tour, usando pijama e chinelos, e na Dream Within a Dream Tour, onde a cantora surgiu no meio de uma caixa gigante musical como uma ballerina, para executar a canção em um medley com "Lucky" e "Sometimes".

## Antecedentes
"Born to Make You Happy" foi escrita e produzida por Kristian Lundin, e co-escrita por Andreas Carlsson, e foi o primeiro trabalho da dupla. Spears originalmente gravou os vocais para a canção março 1998, no Battery Studios na Cidade de Nova Iorque. Foi mais tarde regravada em 1998 no Cheiron Studios em Estocolmo, Suécia, e utilizada para a versão presente no álbum, enquanto os vocais originais foram utilizados no "Bonus Remix" da canção. Também foi mixado no Cheiron Studios por Max Martin. Esbjörn Öhrwall tocou a guitarra, enquanto o instrumento de cordas e a programação foi feita por Lundin. Vocais de apoio foram fornecidos por Carlsson e Nana Hedin. Depois que o single foi lançado em 6 de dezembro de 1999, Spears revelou em uma entrevista para a Rolling Stone, que os escritores tiveram que reescrever a letra original da canção:

"Pedi para mudarem o título da canção para 'Born to Make You Happy'. Era uma música sexual. [...] Eu disse, 'Isso pode ser um pouco velho para mim.' Por causa da coisa da imagem, eu não quero ir até o topo. Se eu sair sendo uma Miss Prima Donna, eu não seria inteligente. Eu quero ter um lugar para crescer."

## Composição
"Born to Make You Happy" é uma canção teen pop e dance-pop que dura quatro minutos e três segundos. A canção é composta em uma tonalidade de Ré maior e está situado em um compasso de tempo comum, com uma moderada velocidade de andamento com 88 batidas por minuto. O vocal de Spears se estende ao longo de um intervalo de oitava, a partir de F♯3 para B4. A letra da canção são sobre uma relação que uma mulher deseja corrigir, sem entender bem o que deu errado, como ela se dá conta de que ela "nasceu para fazer [o amante] feliz." A canção tem uma seqüência básica de de Bm–G–D–A com uma progressão harmônica.

## Recepção da crítica
"Born to Make You Happy" recebeu opiniões variadas dos críticos da música. Kyle Anderson da MTV considerou o refrão da canção mais do que "um pouco fora da colocação," dizendo que as primeiras linhas "pode ser um sentimento que um apaixonado de mais de 16 anos pode compreender, mas também soa como Spears treinando para ser uma gueixa." Craig MacInnis da Craig MacInnis disse "['Born to Make You Happy'] ressalta sobre o tipo de garoto que adora mesmo Tiffany mas com medo de admitir." Mike Ross do Edmond Sun disse, como as emoções de Spears na canção, "a mensagem por trás da música é pior do que simples palavras doces. [...]" Amanda Murray do Sputnikmusic considerou "Born to Make You Happy" como "proficiente, mas inteiramente uma canção irrelembrável," enquanto Andy Petch-Jex do musicOMH considerou a canção um "clássico precoce."

## Performance comercial
"Born to Make You Happy" obteve sucesso comercial, alcançando o top-cinco em onze países. Na semana de 20 de janeiro de 2000, a canção estreou no topo das paradas na Irlanda, enquanto estreava na mesma posição no Reino Unido na semana de 29 de janeiro de 2000. A canção foi certificado como disco de Prata pela British Phonographic Industry (BPI) no país, por vender mais de 200.000 unidades do single. "Born to Make You Happy" atingiu a posição de número dois na Europa, e a posição de número quatro na Suécia na semana de 23 de dezembro de 1999, atingindo a posição de número dois na semana seguinte. A canção foi certificado como disco de Platina pela International Federation of the Phonographic Industry (IFPI) no país, por vender mais de 40.000 unidades do single. Na Alemanha, a canção recebeu certificação de Ouro, e atingiu a posição de número três na parada musical do país. A posição mais baixa que "Born to Make You Happ" conseguiu atingir foi na França, na posição de número nove, e foi certificado como disco de Prata pela Syndicat National de l'Édition Phonographique (SNEP).

## Promoção

### Videoclipe

O videoclipe de "Born to Make You Happy" mostra Spears em uma sala futurista.

O videoclipe para "Born to Make You Happy" foi dirigido por Bille Woodruff e produzido por Geneva Films, enquanto a coreografia foi feita por Wade Robson. O vídeo começa com uma cena aonde Spears aparece dormindo, logo depois, a cena se muda e mostra seu sonho. No início do seu sonho, Spears está vestindo uma roupa prateada brilhante e sentada em um quarto azul e prata futurista com vários níveis diferentes, onde ela canta e anda por lá. Após esta parte do vídeo, Spears aparece no topo do prédio em que vive, realizando um segmento de dança com uma saia vermelha e top preto com alguns dançarinos ao fundo. Depois do segmento de primeira dança, Spears é vista vestindo roupas brancas e cantando no quarto em que ela está dormindo. Antes do final do vídeo, Spears sonha que seu par, interpretado pelo modelo Christopher Snyder, entra em seu quarto para vê-la, enquanto os dois iniciam uma briga de travesseiros, na qual ela vence. Na cena de encerramento Spears se desperta do sono, com um sorriso em seu rosto. O segmento da dança é intercalado enquanto o vídeo é mostrado.

### Performances ao vivo
"Born to Make You Happy" foi performado por Spears em quatro turnês. Em sua primeira turnê, …Baby One More Time Tour, ela canta a canção sentada na escada, enquanto em sua segunda turnê, Crazy 2k Tour, na performance da canção é inclúida um segmento de dança. Em 2000 na Oops!... I Did It Again World Tour, Spears performou "Born to Make You Happy" usando pijama e chinelos, com um segmento de dança no final da performance. "Born to Make You Happy" foi performada pela última vez na Dream Within a Dream Tour, onde a cantora surgiu no meio de uma caixa gigante musical como uma ballerina, para executar a canção em um medley com "Lucky" e "Sometimes", logo após a performance de "Overprotected".

## Faixas e formatos
| - UK CD 1. "Born to Make You Happy" (Radio Edit) — 3:35 2. "Born to Make You Happy" (Bonus Remix) — 3:40 3. "(You Drive Me) Crazy" (Jazzy Jim's Hip-Hop Mix) — 3:40 - UK Cassette 1. "Born to Make You Happy" (Radio Edit) — 3:35 2. "(You Drive Me) Crazy" (Jazzy Jim's Hip-Hop Mix) — 3:40 3. "...Baby One More Time" (Answering Machine Message) — 0:21 | - CD Europeu 1. "Born to Make You Happy" (Radio Edit) — 3:35 2. "Born to Make You Happy" (Bonus Remix) — 3:40 3. "(You Drive Me) Crazy" (Jazzy Jim's Hip-Hop Mix) — 3:40 4. "...Baby One More Time" (Answering Machine Message) — 0:21 - The Singles Collection Boxset Single 1. "Born to Make You Happy" (Radio Edit) — 3:35 2. "Born to Make You Happy" (Bonus Remix) — 3:40 |

## Créditos
A seguir, pessoas que contribuíram para "Born to Make You Happy":
- Britney Spears – vocais principais
- Kristian Lundin – escritor, produtor, teclado, programador
- Andreas Carlsson – escritor, vocais de apoio
- Nana Hedin – vocais de apoio
- Esbjörn Öhrwall – guitarra
- Max Martin – mixagem
- Michael Tucker – engenheiro pro-tools
- Reza Safina – assistente do engenheiro
- Tom Coyne – masterização de áudio

## Desempenho e certificações
| País/Parada (1999/2000)                   | Melhor posição |
| ----------------------------------------- | -------------- |
| Alemanha (Media Control Charts)           | 3              |
| Áustria (Ö3 Austria Top 40)               | 8              |
| Bélgica (Ultratop 50 Flandres)            | 5              |
| Bélgica (Ultratop 40 Valónia)             | 4              |
| Europa Hot 100 Singles                    | 2              |
| Finlândia (Mitä hittiä)                   | 5              |
| França (SNEP)                             | 9              |
| Holanda (MegaCharts)                      | 4              |
| Irlanda (IRMA)                            | 1              |
| Noruega (VG-lista)                        | 3              |
| Reino Unido (The Official Charts Company) | 1              |
| Suécia (Sverigetopplistan)                | 2              |
| Suíça (Schweizer Hitparade)               | 3              |

| País (1999)        | Posição |
| ------------------ | ------- |
| Alemanha           | 89      |
| Suécia             | 78      |
| País (2000)        | Posição |
| Alemanha           | 45      |
| Bélgica (Flandres) | 46      |
| Bélgica (Valónia)  | 70      |
| França             | 59      |
| Reino Unido        | 32      |
| Suécia             | 38      |
| Suíça              | 23      |

| País        | Certificações |
| ----------- | ------------- |
| Alemanha    | Ouro          |
| França      | Prata         |
| Reino Unido | Ouro          |
| Suécia      | Platina       |